# Авъл Цецилий Фаустин
Авъл Цецилий Фаустин (на латински: Aulus Caecilius Faustinus) e римски сенатор.
През 99 г. e суфектконсул. От 103 до 105 г. e легат (legatus Augusti) в Долна Мизия и Горна Панония. През 115/116 г. e проконсул в Африка..